# 351 هـ
351 هـ هي سنة في التقويم الهجري امتدت مقابلةً في التقويم الميلادي بين سنتي 962 و963.

## مواليد
- أبو الحسن الخرقاني
- ابن الفرضي
- ابن القارح

## وفيات
- أبو بكر النقاش
- عبد الله بن محمد بن أبي دليم
- محمد بن علي بن دحيم
- ابن قانع